# Pokémon Ruby & Sapphire
Pokémon Versiunea Ruby & Versiunea Sapphire (ポケットモンスター ルビー&サファイア Poketto Monsutā Rubī & Safaia?, "Pocket Monsters: Ruby & Sapphire") sunt jocuri RPG create de către Game Freak și publicate de Nintendo pentru Game Boy Advance. Împreuna cu remake-ul îmbunătățit Pokémon Emerald(cunoscut online ca "Al treilea joc", "Third Game"), jocurile reprezintă a treia generație din seria Pokémon. Prima dată a fost lansat în Japonia, pe 21 noiembrie 2002, apoi în America de Nord, Australia și Europa de-a lungul anului 2003.